# 부춘초등학교
부춘초등학교는 대한민국 충청남도 서산시에 위치한 공립 초등학교이다.

## 학교 연혁
- 1956년 5월 8일 부춘국민학교 개교(서산국민학교에서 분리)(설립인가 4월 3일)
- 1957년 8월 26일 읍내동 130번지로 신축교사 이전
- 1981년 3월 1일 특수학급 개설
- 1981년 3월 10일 병설유치원 개원
- 1996년 3월 1일 현재 교명으로 변경
- 2001년 9월 1일 학돌초등학교 분리(27학급, 유치원 3학급)
- 2008년 3월 1일 서산예천초등학교 분리(36학급, 유치원 3학급)

## 참고 자료
- 부춘초등학교 - 한국교육학술정보원 학교알리미